# Byeonggok-myeon, Hamyang-gun
Byeonggok-myeon (koreanska: 병곡면) är en socken i provinsen Södra Gyeongsang i den södra delen av Sydkorea, 230 km söder om huvudstaden Seoul. Den ligger i västra delen av kommunen Hamyang-gun.